# De Oranjes en het schaakspel
Hoewel het schaken door diverse generaties van de Oranjes werd gebezigd, is de kennis van de historische relatie tussen de Oranjes en het schaakspel fragmentarisch en anekdotisch.

## Willem van Oranje
Het oudst bekende voorbeeld van de relatie tussen het spel en de Oranjes gaat terug naar de tijd van de Vader des Vaderlands, Willem van Oranje (1533–1584), van wie bekend is dat hij in het najaar van 1559 in Gent het spelletje speelde met zijn gastheer graaf van Egmond. Ze waren bezig met een partij toen een afgezant van koning Filips II van Spanje binnenkwam om de heren in diplomatieke termen te waarschuwen voor besluiten die in de Geheime Raad genomen waren. Dit zou aanleiding zijn tot Willems 'schaakpartij op het grote bord' tegen de Spaanse overheersing.

## Prins Maurits

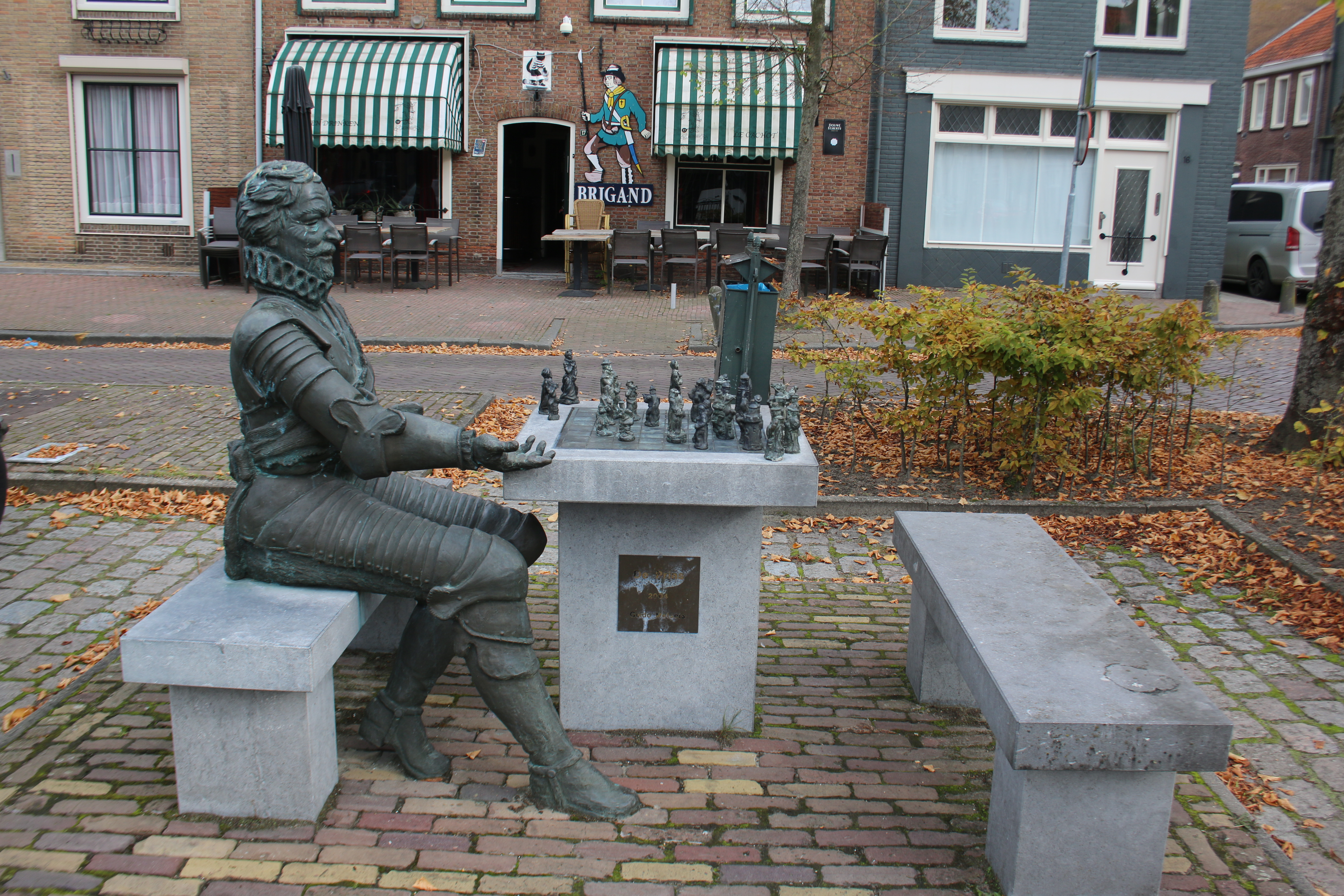
Standbeeld van Maurits van Oranje in IJzendijke

Willem van Oranje leerde zijn drie zoons het schaakspel: prins Philips Willem, prins Maurits (1567–1625) en prins Frederik Hendrik (1584–1647). Jacob Campo Weyerman, auteur van de oudst bekende Nederlandse verhandeling over het schaakspel, schreef dat met name prins Maurits van het spelletje hield en dat hij het veelvuldig speelde gedurende het Twaalfjarig Bestand. Zijn vaste speelmaatje zou een Franse kapitein de la Caze zijn. Caze was de betere schaker die speelde om geld te verdienen, maar hij moest ook de band met de slecht tegen zijn verlies kunnende prins goed houden en zou om die reden nu een dan een partijtje bewust verliezen. Maurits liefde voor het spel en zijn strategische daden in het veld zijn symbolisch samengevoegd in zijn standbeeld te IJzendijke.

## Frederik Hendrik

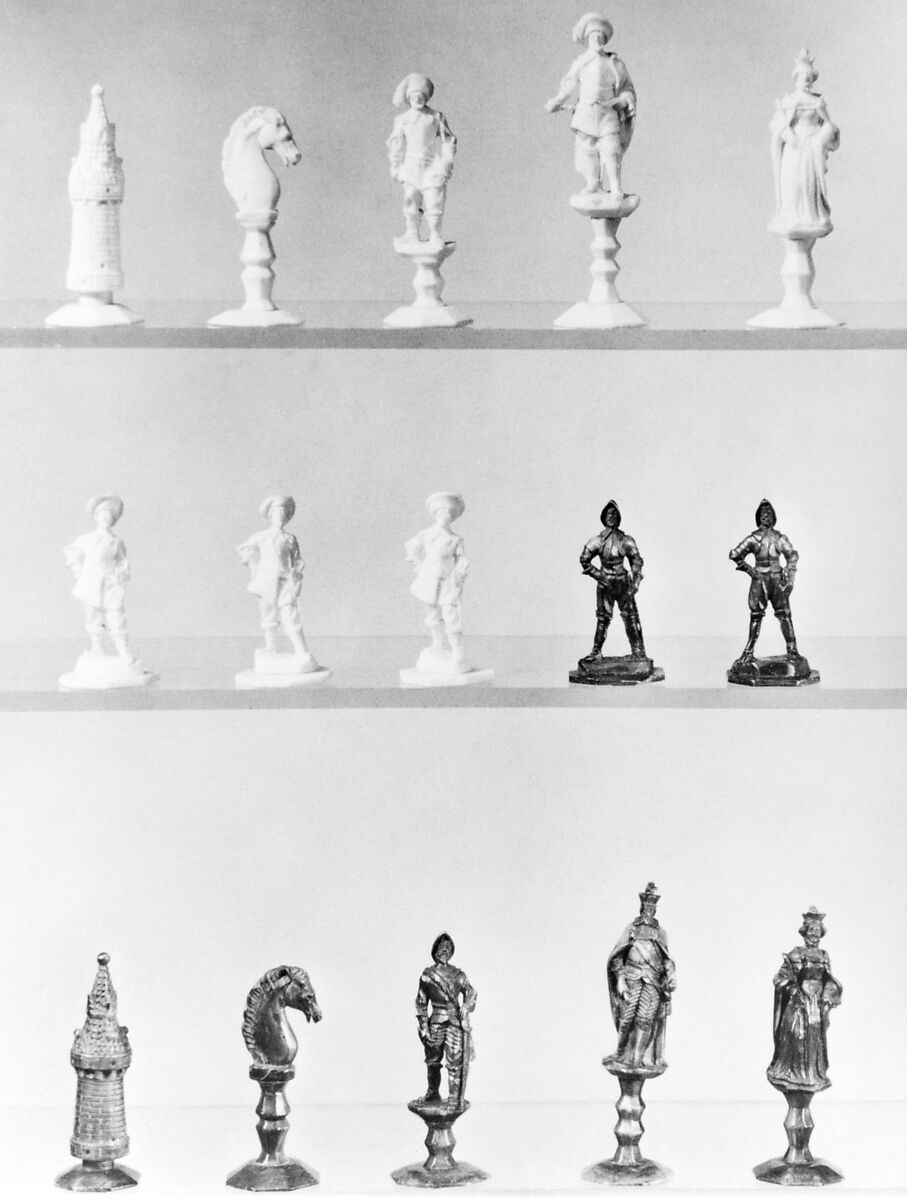
19e-eeuwse Hollandse schaakset met Frederik Hendrik van Oranje als de witte koning (collectie in het Metropolitan Museum of Art te New York)

De periode van Maurits broer, Frederik Hendrik, wordt beschouwd als de gouden eeuw van de Nederlandse republiek. Hij zette de onafhankelijkheidsstrijd van zijn vader voort. Hij stierf echter enkele maanden voor de voltooiing van het verdrag waarmee de Verenigde Provinciën in 1648 onafhankelijk van Spanje werden. Zijn rol wordt verbeeld in een Hollandse schaakspel uit de 19e eeuw dat zich thans in de collectie in het Metropolitan Museum of Art te New York bevindt: In dit spel stelt de witte koning vermoedelijk Frederik Hendrik voor, die tegen de zwarte koning strijdt, Karel V van Spanje, die de kroon van het Spaanse Rijk draagt. De witte stukken die het Hollandse leger voorstellen zijn gekleed in een 17e-eeuws kostuum. Er is sprake van anachronisme in het schaakspel, want de vroegere fase van de strijd wordt verbeeld door de zwarte stukken, het Spaanse leger dat in 16e-eeuwse kostuums is gekleed.

## Stadhouder-Koning Willem III
Koning-stadhouder Willem III (1650–1702) heeft vermoedelijk niet veel geschaakt, want hij zou er geen plezier aan beleven.

## Willem V en nakomelingen

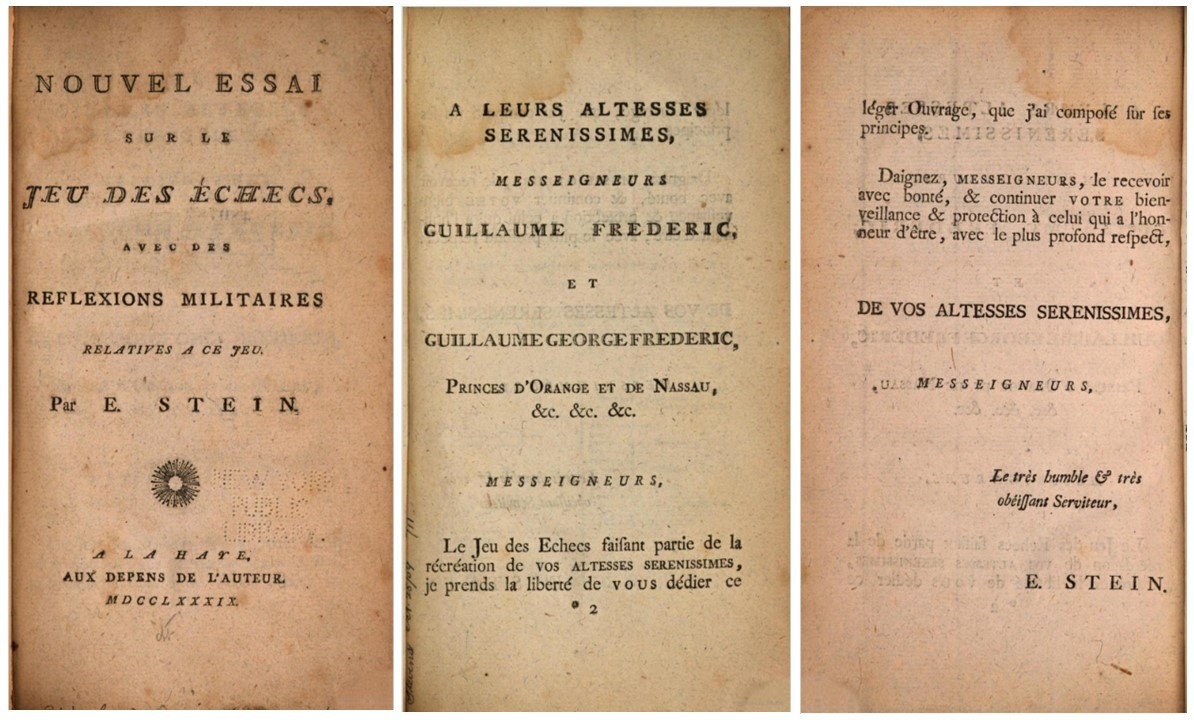
Steins opdracht aan de koninklijke prinsen

De laatste stadhouder, Willem V (1748–1806), had voor zijn twee zoons, Willem I (1772–1843) en Frederik (1774–1799) als schaakleraar Elias Stein in dienst genomen. Deze schreef de aan zijn koninklijke leerlingen opgedragen Nouvel essai sur le Jeu des Échecs, avec des reflexions militaires à ce jeu.

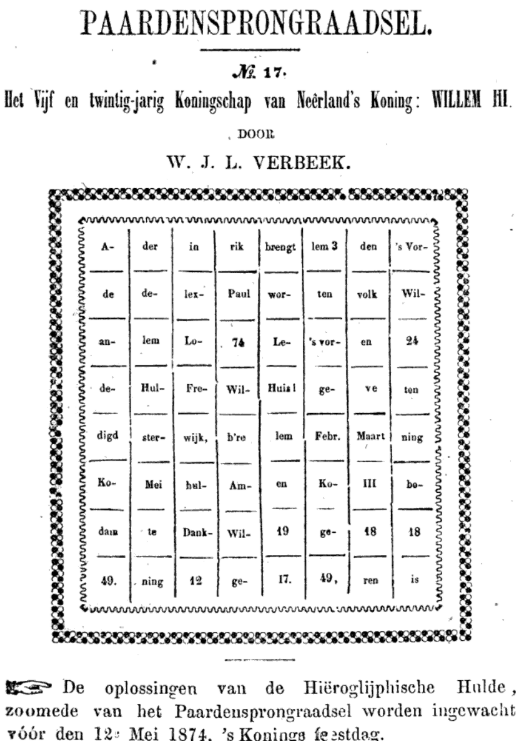
De paardensprongraadsel waarbij met een paardenrondgang de verstopte huldebetuiging aan Willem III opgespoord dient te worden. Oplossing in de noot.

Slaapkamer van koning Willem III op Paleis het Loo, met een schaakbord op de kamertafel.

Behalve de eerdergenoemde Willem V van Oranje-Nassau en zijn oudste zoon en troonopvolger Willem I der Nederlanden, stonden de Nederlandse koningen in de 19e eeuw - na Willem V en I waren dat de respectievelijke koningen Willem II, Willem III en Wilhelmina - niet als schakers te boek. Alleen in 1874 werd ter viering van het 25-jarige koningschap van Willem III in het schaaktijdschrift Sissa een hiëroglyfische hulde in de vorm van een paardensprongraadsel gepubliceerd. Het ging hier vermoedelijk slechts om een koningsgezinde geste in het toenmalige Nederlandse schaakwereldje.

## Prins Hendrik van Oranje
Prins Hendrik van Oranje (1820–1879) volgde het spelletje echter wel met interesse en zou zelf ook een verdienstelijke speler zijn, hoewel hij in het algemeen weinig tot geen gelegenheid had om serieus te schaken. Zijn belangstelling voor het spel verklaart wellicht zijn bereidheid om in 1873 als beschermheer voor de Nederlandse Schaakbond op te treden. In 1874 organiseerde de prins een soirée voor de Federatie en schakers in Den Haag als onderdeel van Joseph Blackburnes bezoek aan Nederland. Blackburne gaf die avond zowel een gewone en een blindschaaksimultaan. Hij won toen tevens een partijtje uit de pols met de prins. Daarna werd Blackburne op het paleis uitgenodigd om onder het toeziend oog van de prins nog een blindsimultaandemonstratie met vier tegenstanders te geven. Prins Hendrik van Oranje bleef tot zijn dood beschermheer van de Nederlandse schaakbond. De bond herdacht de prins bij zijn overlijden met de woorden van Blackburne, die ooit geschreven had dat de Prins van Oranje een moedig en snel denkend schaker was.

## Latere Oranjes

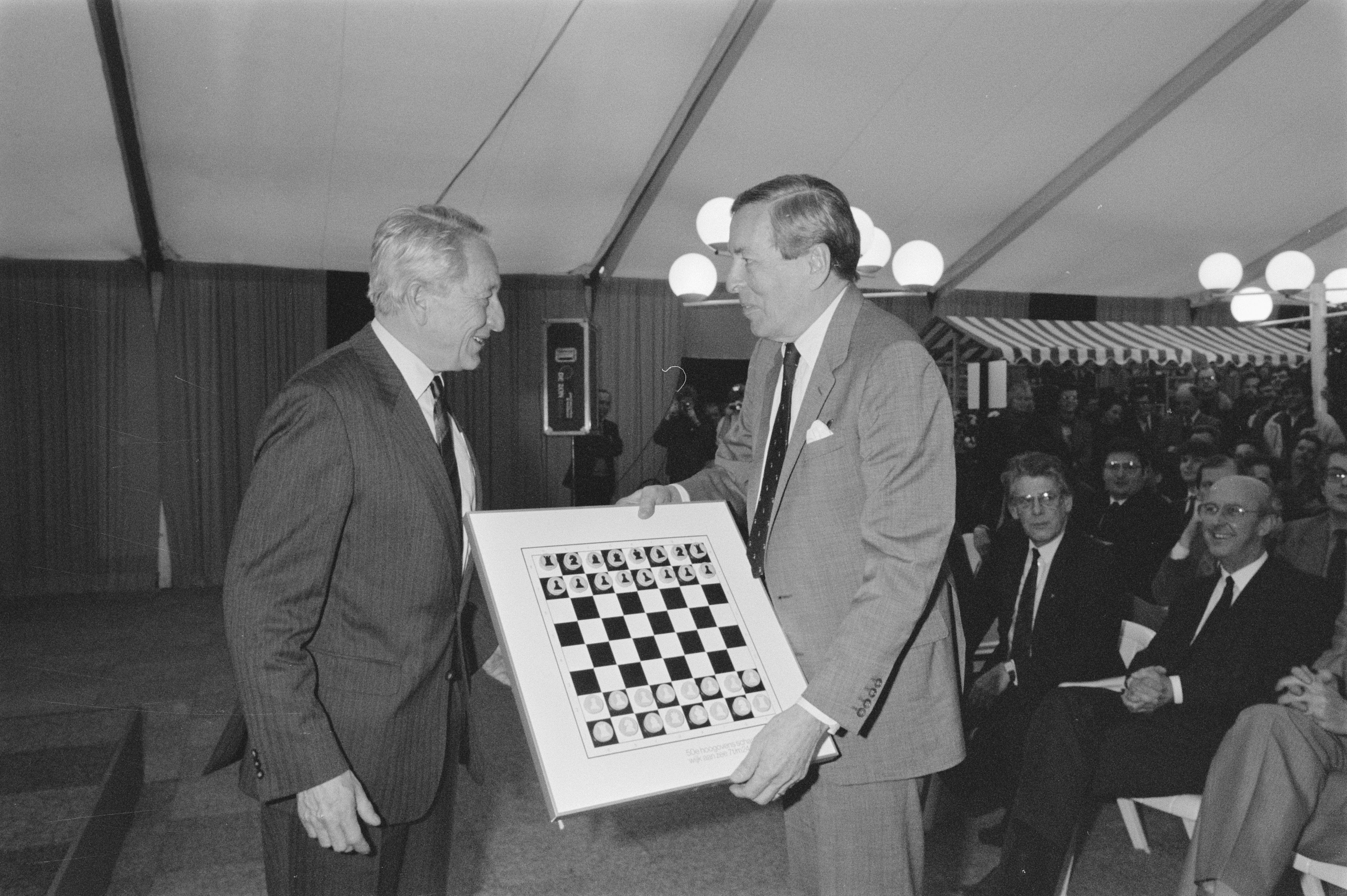
Prins Claus opent het Hoogovensschaaktoernooi in Wijk aan Zee (1988)

Prins Claus zou een schaakliefhebber geweest zijn, alsook zijn zoon Prins Friso, die zijn schaakdiploma's bij de Baarnse schaakvereniging haalde en daar ook competitie speelde. Van Friso's broer, koning Willem-Alexander, is niet bekend of hij een schaakliefhebber is.